# Gruppo R
Il Gruppo R è una classificazione di vetture da rally regolamentata dalla Federazione Internazionale dell'Automobile per le competizioni rallystiche.
Il nuovo Gruppo R è stato concepito dalla FIA nel 2008.

## Classificazione del Gruppo
Il Gruppo R è diviso in varie classi a seconda della cilindrata e del peso.
| Gruppo | Classe      | Cilindrata                             | Peso minimo | modifiche autorizzate                                                                                                  |
| ------ | ----------- | -------------------------------------- | ----------- | --- |
| R1     | R1A R1B     | meno di 1400 da 1400 a 1600            | 950 1000    | Molle ed ammortizzatori, supporti motore                                                                               |
| R2     | R2A R2B     | da 1400 a 1600 da 1600 a 2000          | 1000 1050   | Le modifiche R1. cambio, freni, barra antirollìo, albero a camme, centralina elettronica                               |
| R3     | R3C R3D R3T | da 1600 a 2000 fino a 2000 fino a 1600 | 1080        | Modifiche R1/R2: cambio sequenziale, freni maggiorati, ammissione tipo Super 1600, collettori di aspirazione e scarico |

1. ↑  motori a gasolio

## Preparazione

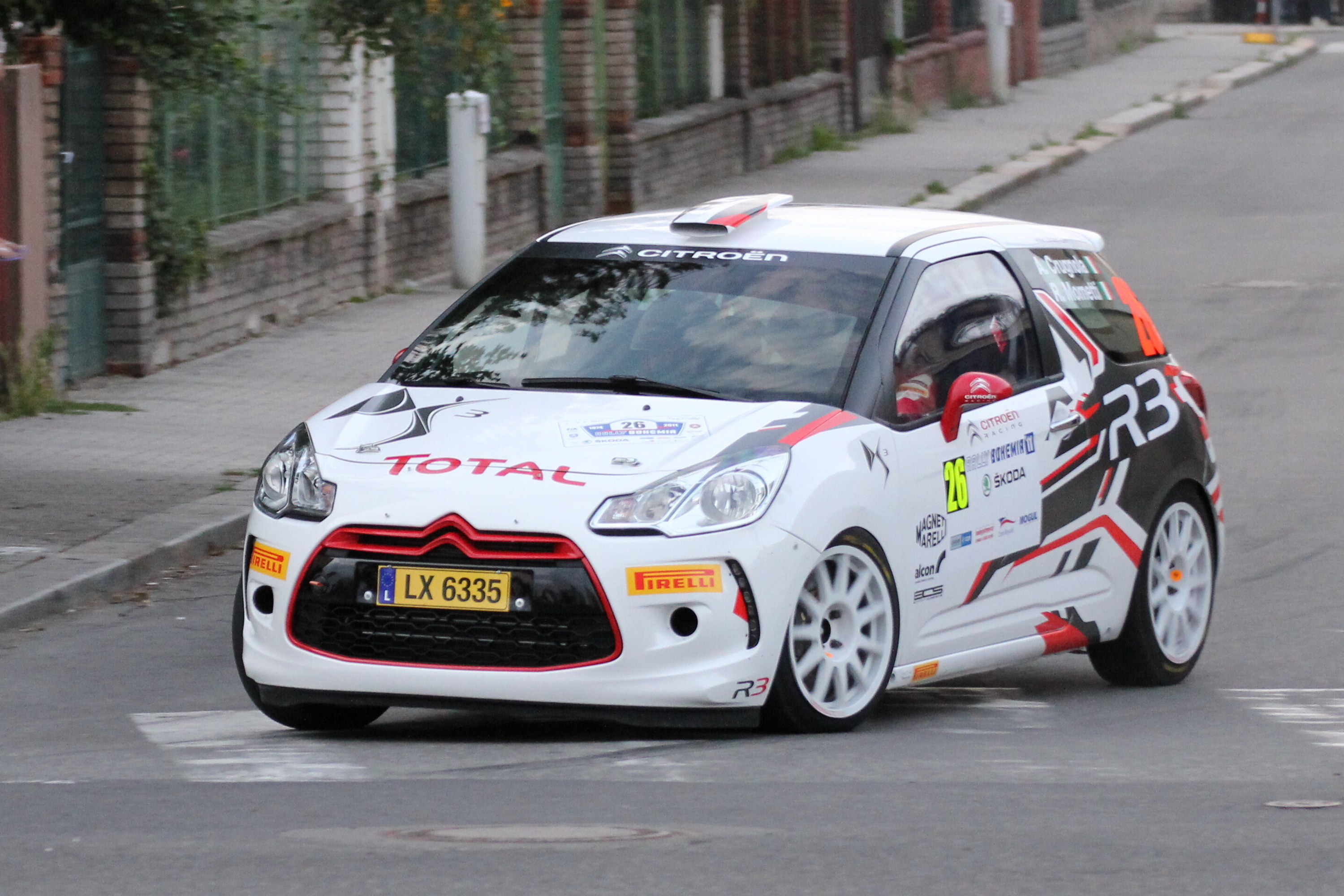
Una Citroën DS3 R3 in azione al Rally di Boemia 2011

La preparazione delle Gruppo R dovrebbe porsi a metà strada tra le Gruppo N e le Gruppo A, ma tende ad assomigliare maggiormente ad una preparazione Gruppo A.
Caratteristiche comuni a tutte le classi del Gruppo R sono il dover mantenere stesso tipo di cilindrata e aspirazione del modello stradale da cui derivano, stessa carrozzeria, stessa misura di cerchi e gomme, e stesso numero di rapporti del cambio. Nelle vetture turbo è permesso l'utilizzo del sistema antilag.

## Altre Classi

### Classe R4

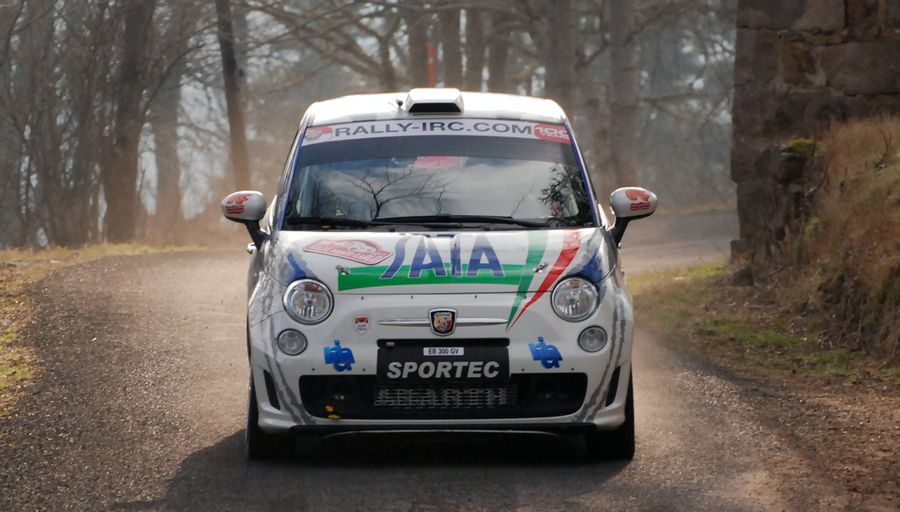
Una Abarth 500 Rally R3T

Creata per dare più competitività alla classe N4, include le vetture sia a due che a quattro ruote motrici con propulsori inferiori ai 2000 cm³ dotati di sovralimentazione. Le vetture più comuni in questa classe sono la Mitsubishi Lancer Evo, Subaru Impreza STi e in misura minore la Renault Megane RS.
La preparazione consiste in quella Gruppo N più la possibilità di montare un cambio sequenziale meccanico, un alleggerimento maggiore e qualche modifica maggiore al propulsore. Nel 2016 ha debuttato la nuova Subaru WRX STI NR4, che si andrà ad inserire tra le vetture di classe R4. Dopo tanti anni viene lanciato un nuovo modello destinato alle vetture della categoria produzione.
Nel gennaio del 2017, la FIA decide di rimpiazzare le precedenti vetture R4 con il nuovo regolamento R4 Kit, affidando alla casa francese ORECA il compito di progettare il nuovo kit per queste vetture e fornirlo successivamente ai vari team interessati. Le R4 Kit sono dotate di 4 ruote motrici e sono da considerarsi la via di mezzo tra le vetture di categoria R5, più performanti, e quelle di categoria R3. 
Agli inizi del 2020 le vetture omologate sono:
Audi A1 SSM R4 (Signed Streets Motorsport - Austria),
Dacia Sandero R4 (Oreca),
Fiat 500X R4 (Oreca),
Ford Fiesta R4,
Lada Kalina R4 (Oreca),
Mini Cooper S R4,
Nissan Micra R4 (Dytko Sport),
Suzuki Swift R4lly S,
Toyota Etios R4 (Oreca),
Toyota Yaris R4 (Evolve Sport).

### Classe R5

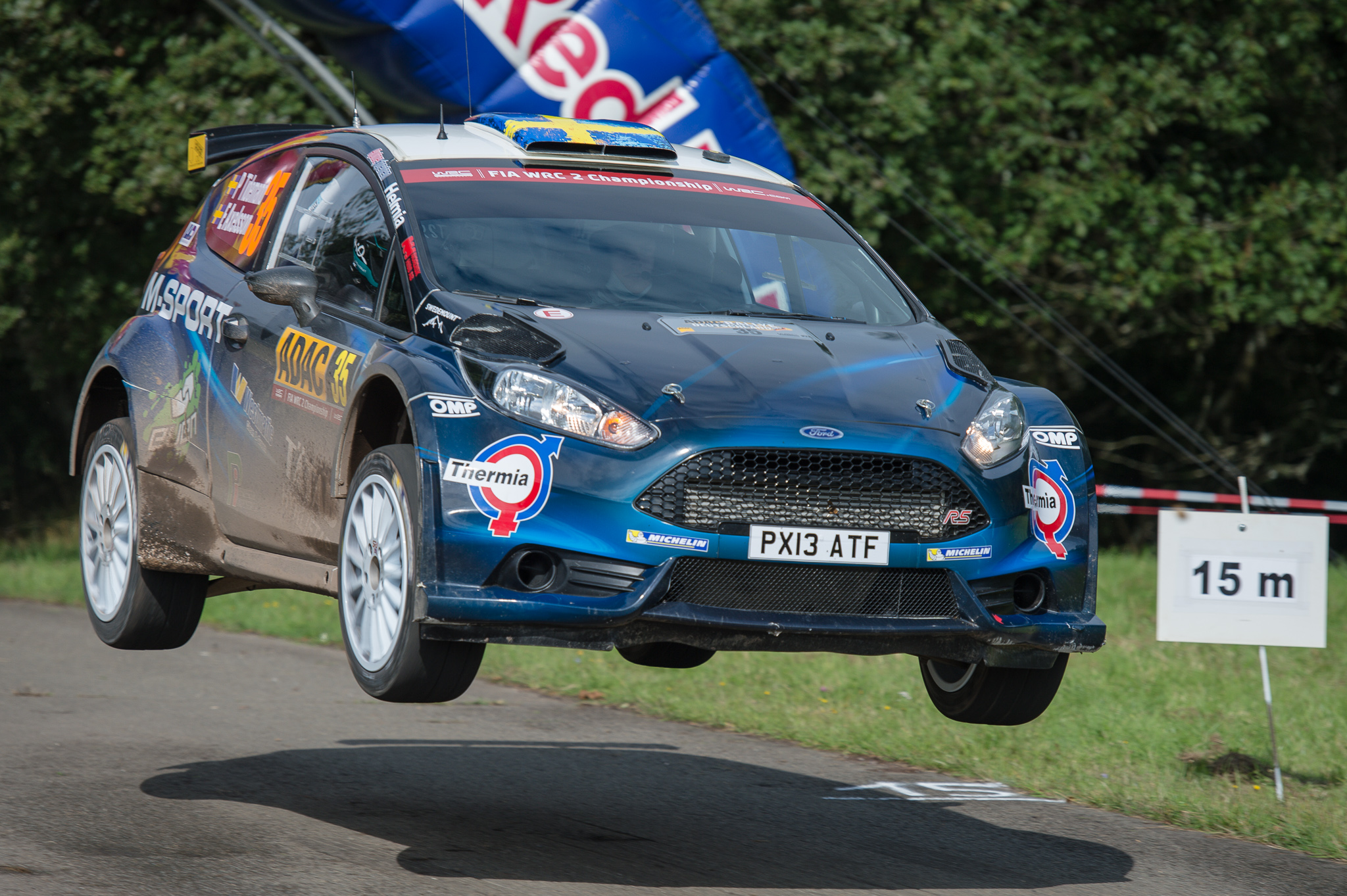
Ford Fiesta R5 al Rally di Germania del 2014, prima vettura ad essere omologa per nel gruppo R5

Una nuova classe del Gruppo R è la Classe R5. La prima vettura R5 ha debuttato a fine 2013. Il regolamento di questa classe non è in linea con i canoni base di questo gruppo, ma fa eccezione, avvicinandosi più ai dettami della Super 2000 che la R5 si appresta a sostituire.
La preparazione consiste in un motore da 1600 cm³ turbo elaborato fino a sviluppare potenze nell'ordine dei 280 cavalli. La trazione deve essere integrale anche se il modello di serie ne è sprovvisto. Il cambio è limitato ad un massimo di 5 rapporti. La carreggiata può essere allargata così come la carrozzeria. La misura dei cerchi su asfalto è di 18 pollici mentre su sterrato di 15 pollici. Attualmente le principali vetture R5 sono Peugeot 208 T16, Citroën DS3 R5, Ford Fiesta R5, Škoda Fabia R5, Hyundai i20 R5, Mitsubishi R5, Citroën C3 R5 e Volkswagen Polo GTI R5. Merita una citazione anche la Opel Corsa R5 che pur avendo eseguito un paio di test non è mai stata omologata alla categoria R5 in quanto la casa madre non era interessata. Omologata per ora nel Regno Unito la Proton Iriz R5 dovrebbe avere omologazione ufficiale FIA a partire dal gennaio 2019 e competere nel WRC2 Pro.

## 2017: introduzione di una nuova nomenclatura
In vista del campionato del mondo rally 2017, la FIA ha apportato delle modifiche inerenti alla nomenclatura delle classi nelle quali le varie vetture vennero da allora raggruppate per poter partecipare alla massima competizione mondiale.
| Classe | Gruppi ammessi  | Specifiche principali                                        | Esempio vettura         |
| ------ | --------------- | ------------------------------------------------------------ | ----------------------- |
| RC1    | World Rally Car | 1600cc turbocompresso con restrittore di 36 mm               | Toyota Yaris WRC        |
| RC1    | World Rally Car | 1600cc turbocompresso con restrittore di 33 mm (ante 2017)   | Hyundai i20 WRC         |
| RC2    | Super 2000      | 1600cc turbocompresso con restrittore di 28 mm               | Citroën DS3 RRC         |
| RC2    | Super 2000      | 2000cc atmosferico                                           | Peugeot 207 S2000       |
| RC2    | Gruppo R5       | 1600cc turbocompresso con restrittore di 32 mm               | Ford Fiesta R5          |
| RC2    | Gruppo R4       |                                                              |                         |
| RC2    | Gruppo NR4      | gruppo N oltre i 2000cc (N4)                                 | Mitsubishi Lancer Evo X |
| RC3    | Gruppo A        | oltre 1600cc e sino a 2000cc                                 | Citroën Xsara Kit Car   |
| RC3    | Super 1600      |                                                              | Fiat Punto S1600        |
| RC3    | Gruppo R3       | atmosferico oltre 1600cc e sino a 2000cc (VR3C)              |                         |
| RC3    | Gruppo R3       | turbocompresso oltre 1067cc e sino a 1333cc (VR3C)           |                         |
| RC3    | Gruppo R3       | turbocompresso sino a 1620cc con restrittore di 29 mm (VR3T) | Citroën DS3 R3          |
| RC3    | Gruppo R3       | diesel sino a 2000cc (VR3D)                                  |                         |
| RC3    | Gruppo R2       | atmosferico oltre 1600cc e sino a 2000cc (VR2C)              |                         |
| RC3    | Gruppo R2       | turbocompresso oltre 1067cc e sino a 1333cc (VR2C)           |                         |
| RC4    | Gruppo A        | sino a 1600cc                                                |                         |
| RC4    | Gruppo R2       | atmosferico oltre 1390cc e sino a 1600cc (VR2B)              | Ford Fiesta R2          |
| RC4    | Gruppo R2       | turbocompresso oltre 927cc e sino a 1067cc (VR2B)            | Ford Fiesta R2T         |
| RC4    | Kit car         | sino a 1600cc                                                | Renault Clio Maxi       |
| RC4    | Gruppo N        | oltre 1600cc e sino a 2000cc                                 |                         |
| RC5    | Gruppo N        | sino a 1600cc                                                |                         |
| RC5    | Gruppo R1       | atmosferico sino a 1600cc (VR1A/VR1B)                        |                         |
| RC5    | Gruppo R1       | turbocompresso sino a 1067cc (VR1A/VR1B)                     |                         |